# Список керівників держав 800 року

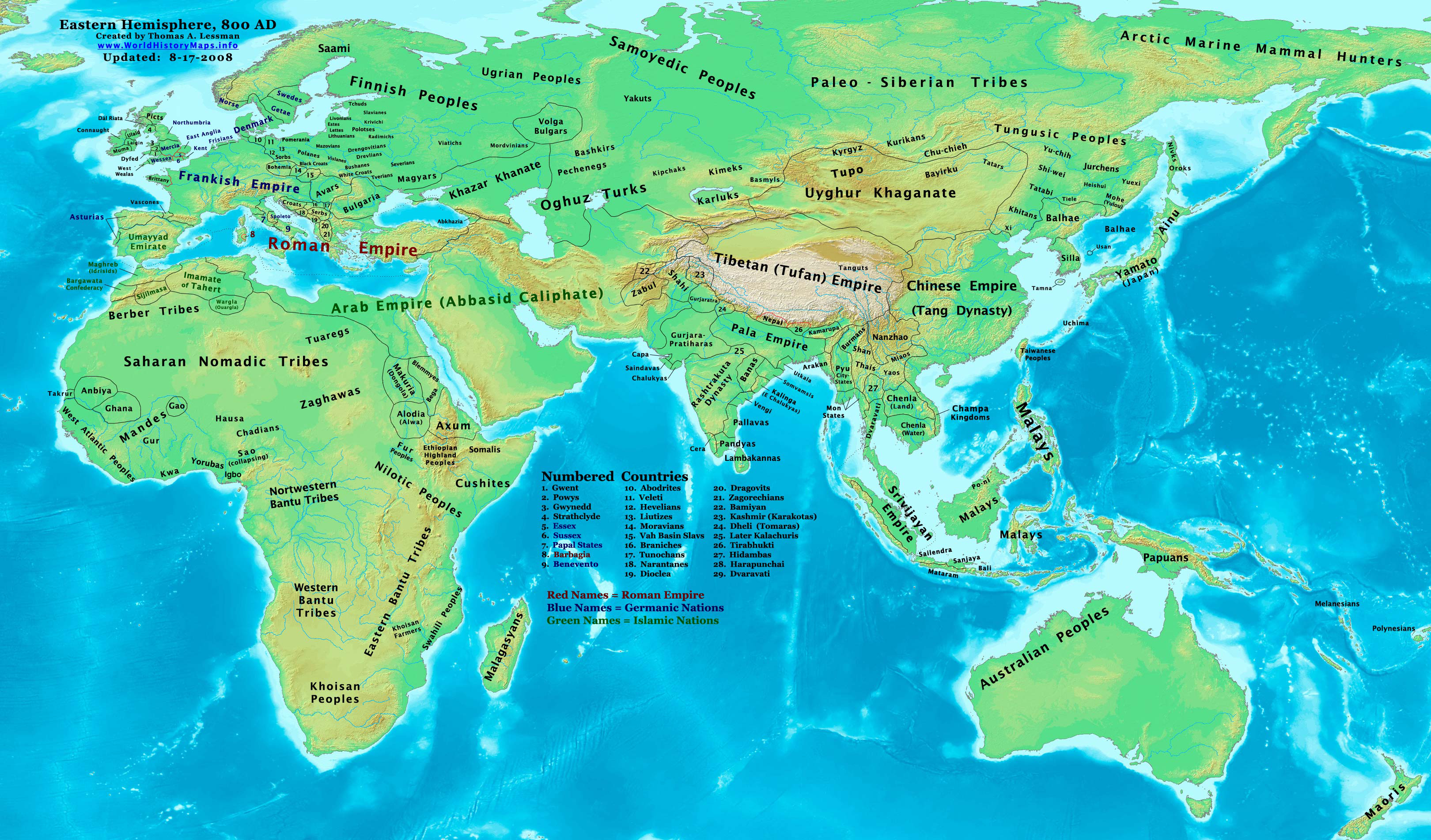

Список керівників держав 799 року — 800 рік — Список керівників держав 801 року — Список керівників держав за роками

## Європа

### Британські острови
- Шотландія:
  - Дал Ріада — ** Пікти — король Костянтин I (790—820)
  - Стратклайд (Альт Клуїт) — король Кінан ап Рідерх (798–816)
- Вессекс — король Беортрік (786–802)
- Думнонія — король Гернам ап Освальд (790–810)
- Ессекс — король Сігеред (798—812)
- Кент — Кутред (798—807)
- Мерсія — король Кенвульф (796—821)
- Нортумбрія — король Ердвульф (796—806)
- Східна Англія — король Кенвульф (798—821)
- Уельс:
  - Бріхейніог — король Гріфід (770–800)
  - Гвент — король Атруіс III ап Фарнвайл (775–810)
  - Королівство Повіс — Каделл ап Елісед (Cadell ap Elisedd, 773–808)
  - Гвінед — король Кінан ап Родрі (798–816)

### Північна Європа
- Швеція — Бйорн Залізний Бік
- Данія — Зігфред, король (бл. 794 — бл. 803)
- Ірландія — верховний король Аед Оірдніде мак Нейлл (797–819)
- Норвегія:
  - Вестфольд — конунг Гудрод I (800-810)

### Франкське королівство— корольКарл I Великий(768–814)
- Аквітанія — Людовик I Благочестивий, король (781–814)
  - Тулузьке графство — Вільгельм I (790—806)
  - Герцогство Васконія — герцог Васконії та Аквітанії Аделрік (778/781-800)
  - Жирона — Ростан, граф (785 — бл. 801)
  - Каркассон — Белло, граф (790–810)
  - Конфлан і Разес — Бера, граф (790–812)
- Баварія — Аудульф, префект (799–818)
- Нант — Оділард, граф-єпископ (770–800)
- Овернське графство — Іктерій, граф (778–818)
- Паризьке графство — Етьєн, граф (778–811)
- Архієпископство Реймс — архієпископ Турпін, архієпископ (753–800)
- Септиманія — * Іспанська Марка

### Німеччина
- Графство Ааргау — граф Ульрих I (780–810)
- Єпископство Вормс — єпископ Еремберт (770–803)
- Архієпископство Майнц — архієпископ Рихульф I (787–813)
- Єпископство Пассау — єпископ Вальдрих (774–804)
- Єпископство Регенсбург — єпископ Адальвін I (792–816)
- Сакси — вождь Відукінд (743–807)
- Єпископство Трір — єпископ Ріхбод I (791–804)
- Графство Тургау — граф
- Єпископство Фульда — єпископ Баугульф (779–802)

### ЦентральнатаСхідна Європа
- Перше Болгарське царство — Кардам, хан (777–802)
- Литва (Лютичі) — Драгувит, князь (780–810)
- Сербія — Вишеслав, князь (770–800)
- Словенія (Карантанія) — у 788–820 стала васальним князівством Франкської держави
- Паннонська Хорватія — Войномир, герцог (791–810)
- Приморська Хорватія — князь Вишеслав, князь (785? — 802)
- Хозарський каганат — Обадія, бек (бл. 786 — бл. 809)

### Іспанія
- Кордовський емірат — Аль-Хакам I (796—822)
- Астурія — Альфонсо II (791—842)

### Італія—король Піпін(Pepin) (781–810)
- Венеційська республіка — дож Джованні Гальбайо (787–804)
- Беневентське князівство — князь Грімоальд III (787–806)
- Сполетське герцогство — герцог Вінігес (789—822)
- Фріульське герцогство — Гунфрід (799—804)
- Неаполітанський дукат — дука Феофілакт II (794–801)
- Папська держава — папа римський Лев III (795—816)

### Візантійська імперія
Візантійська імперія — імператриця Ірина Афінська (797–802).

## Азія

### Західна Азія
- Аббасидський халіфат — халіф Гарун ар-Рашид (786–809)
- Дербент — Язид ібн Мазьяд аш-Шайбані (799–801)
- Кавказ:
  - Абхазьке царство — цар Леон II (778—828)
  - Васпуракан — Язид ібн Мазьяд аш-Шайбані (799–801)
  - Вірменський емірат — ішхан Ашот IV Мсакер (790–826); Язид ібн Мазьяд аш-Шайбані (799–801)
  - Кавказька Албанія — Язид ібн Мазьяд аш-Шайбані (799–801)
  - Джавахеті — ерісмтавар
  - Кахетія — князь Джуаншер (786—807)
  - Сюні — нахарар Васак Сюні (780–810)

### Центральна Азія
- Персія:
  - Гілян — іспахбад
- Гурган — іспахбад
- Середня Азія:
  - Хорезм (династія Афрігідів) — шах Туркасабас (780–820)
  - Уйгурський каганат — каган Кутлуг-каган (795—805)

### Південна Азія
- Індія:
  - Малава — Упендра, англ. Upendra (800–818), династія Парамара
  - Венгі— Східні Чалук'я — махараджа Вішну-вардхан IV (772—808)
  - Гуджара-Пратіхари — махараджахіраджа Ватсараджа (775–805)
  - Західні Ганги — магараджа Шивамара II (788—816)
  - Імперія Пала — махараджа Дгармапала (780–810)
  - Династія Паллавів — махараджахіраджа Дантіварман (775—825)
  - Держава Пандья — раджа Расасинган II (790–800)
  - Раштракути — махараджахіраджа Говінда III (793–814)
  - Держава Чера — раджа Віра Рагхава Чакраварті (770–800)
- Острів Шрі-Ланка:
  - Сингаладвіпа — раджа Удая I (Уда, Даппула II) (797-801)

### Південно-Східна Азія
- Бан Пха Лао — раджа Лао Клао Кео Ма Мианг (759–804)
- Двараваті — раджа
- Мианг Сва — раджа Кхун Вілінга (780–800)
- Наньчжао — ван Імоусюнь (779–808)
- Паган — король Хтун Лут (785–802)
- Чампа — князь Ірдраварман I (бл. 787 — бл. 803)
- Ченла — король
- Індонезія:
  - Матарам — Дхараніндра (775—800)
  - Шривіджая — Самаратунга (782-832)
  - Сунда

### Східна Азія
- Японія — імператор Камму (781–806)
- Китай, Династія Тан — імператор Де-цзун (779–805)
- Бохай — гован Да Сунлінь (Кан-ван) (795–808)
- Тибет — цемпо Тідесронцан, англ. Sadnalegs (800–815)
- Корея:
  - Сілла — ісагим (король) Сосон (798—800); ван Еджан (англ. Aejang, 800–809)

## Африка
- Аксум — негус Дедем (787—802)
- Аудагаст — емір Тіклан аль-Ламтуні (770–800)
- Імперія Гао — дья Аям Каравей (780–800)
- Іфрикія — емір Ібрагім I ібн аль-Аглаб (800–812)
- Ідрісиди Марокко — халіф Ідріс II ібн Ідріс аль-Сахір (791–828)
- Некор — емір Саїд I ібн Ідріс (760–803)
- Нефуса — імам
- Рустаміди (Ібадити) — імам Абд аль-Ваххаб ібн Абд ар-Рахман (785—823)

## Америка
- Цивілізація Майя:
  - Копан — цар Яш Пасай Кан Йопаат (763–810)
  - Куаутітлан  — цар Шіунельцін (750–804)
  - Кулуакан — цар Ноноуалькатль I (767–845)
  - Паленке (Лакам-Ха) — цар Вак Чам К'ініч Ханааб Пакаль III
  - Тікаль — цар Юкном Чен I (790?-810?)
  - Яшчилан — цар К'ініч Татбу Холь III (800?-808?)
- Тольтеки — цар Тотепеу (760–800)